# Дичня (Орловская область)
Ди́чня — село в составе Туровского сельского поселения Верховского района Орловской области России.

## География
Село расположено на возвышенном месте на правом берегу реки Дични в 4 км от сельского административного центра Туровки. Вблизи проходит автодорога Залегощь — Верховье и железная дорога Орёл — Мармыжи.

## Описание
Название дано по гидрониму, от протекающей речки Дични. которая в свою очередь получила название от незаселённых, безлюдных, диких (дичных) этих мест. В 1750 году в селе уже существовал храм во имя Пречистой Богородицы. Приход состоял из одного самого села и по преданию был образован выходцами в основном из села Заречья. В 1915 году в селе насчитывалось 249 дворов. Имелась земская школа.

## Население
| Годы      | 1857 | 1859 | 1895 | 1915 | 2010 |
| --------- | ---- | ---- | ---- | ---- | ---- |
| Население | 874  | 915  | 1458 | 1808 | ↘8   |